# Présentation d'antigène
 (juin 2015).
Si vous disposez d'ouvrages ou d'articles de référence ou si vous connaissez des sites web de qualité traitant du thème abordé ici, merci de compléter l'article en donnant les références utiles à sa vérifiabilité et en les liant à la section « Notes et références ».
La présentation d'antigène est un processus du système immunitaire d'un organisme par lequel les macrophages, les cellules dendritiques et d'autres types de cellules capturent des antigènes, puis activent leur reconnaissance par les lymphocytes T.
La base de l'immunité adaptative réside dans la capacité des cellules du système immunitaire de distinguer entre les propres cellules du corps et les agents pathogènes infectieux.
Les cellules de l'hôte expriment des antigènes « soi » qui permettent de les identifier comme telles. Ces antigènes sont différents de ceux des bactéries (antigènes « non-soi ») ou des cellules infectées viralement (« soi absent »). La capacité du système immunitaire adaptatif de détecter une infection des voies nécessite des voies spécialisées permettant de reconnaître les antigènes des agents pathogènes par les lymphocytes T.